# Ralph Cordiner
Ralph J. Cordiner (1900, Walla Walla - 1973, Belleair), est un homme d'affaires américain.

## Biographie
Diplômé du Whitman College (en), il rejoint Edison General Electric Appliance Company en 1923.
En 1939, il quitte le groupe General Electric pour prendre la présidence de Schick, qu'il conserve jusqu'en 1942.
Il retourne ensuite chez General Electric comme assistant de Charles E. Wilson (en).
Il occupe les fonctions de président et de directeur général de General Electric de 1950 et 1963. Il orchestre la décentralisation du groupe.
Il est président du Defense Advisory Committee et du Business Council (en) de 1960 à 1961.
Il fait la couverture du Time Magazine le 12 janvier 1959 et reçoit la première du Gold Medal Award du Economic Club of New York (en).

## Source de la traduction
- (en) Cet article est partiellement ou en totalité issu de l’article de Wikipédia en anglais intitulé « Ralph J. Cordiner » (voir la liste des auteurs).